# Puerto Escondido (Kolumbien)
Puerto Escondido ist eine Gemeinde (municipio) im Departamento Córdoba in Kolumbien.

## Geographie
Puerto Escondido liegt im Norden von Córdoba, 60 km von Montería entfernt an der Karibik und hat eine Jahresdurchschnittstemperatur von 28 °C. Die Gemeinde grenzt im Norden an die Karibik und die Gemeinden Moñitos und Santa Cruz de Lorica, im Osten an San Pelayo, im Süden an Montería und Los Córdobas und im Westen an die Karibik.

## Bevölkerung
Die Gemeinde Puerto Escondido hat 32.745 Einwohner, von denen 5563 im städtischen Teil (cabecera municipal) der Gemeinde leben (Stand: 2019).

## Geschichte
Puerto Escondido wurde 1854 von Siedlern von der Halbinsel Barú an der Stelle des heutigen Puerto Escondido Viejo gegründet. Als die Anzahl der Bewohner zunahm, wurde die Siedlung an den heutigen Ort verlegt. Der Ort erhielt 1923 den Status eines corregimientos und 1961 den Status einer Gemeinde.

## Wirtschaft
Die wichtigsten Wirtschaftszweige von Puerto Escondido sind Rinderproduktion und traditionelle Landwirtschaft. Zudem spielen Handel, Fischerei und Tourismus eine Rolle.